# Prachtvlinders
De prachtvlinders (Riodinidae) zijn een familie van vlinders in de superfamilie Papilionoidea. Door sommige taxonomen wordt de familie beschouwd als een onderfamilie van de Lycaenidae.
Van de familie zijn wereldwijd bijna 1500 soorten beschreven, verdeeld over 146 geslachten. De familie heeft de meeste vertegenwoordigers in het Neotropisch gebied en in de Oude Wereld. In Europa komt uit deze familie uitsluitend de sleutelbloemvlinder voor.
De vlinders zijn in het algemeen vrij klein. De tekening vertoont een grote verscheidenheid: veel soorten hebben opvallende kleuren en vlekken met metaalglans, maar ook soorten met onopvallende tekening komen voor. De mannetjes hebben gereduceerde voorpoten waarmee ze niet kunnen lopen.
Net als bij de Lycaenidae, waaraan de familie verwant is, hebben veel soorten een relatie met mieren.

## Onderfamilies
- Euselasiinae
- Nemeobiinae
- Riodininae

## Geslachten
- Abisara
- Adelotypa
- Alesa
- Amarynthis
- Amphiselenis
- Ancyluris
- Anteros
- Apodemia
- Archaeonympha
- Argyrogrammana
- Ariconias
- Aricoris
- Astraeodes
- Baeotis
- Barbicornis
- Behemothia
- Brachyglenis
- Calephelis
- Calicosama
- Calospila
- Calydna
- Caria
- Cariomothis
- Cartea
- Catocyclotis
- Chalodeta
- Chamaelimnas
- Charis
- Chimastrum
- Chorinea
- Colaciticus
- Comphotis
- Corrachia
- Crocozona
- Cyrenia
- Dachetola
- Detritivora
- Dianesia
- Dicallaneura
- Dodona
- Dysmathia
- Echenais
- Echydna
- Emesis
- Esthemopsis
- Eunogyra
- Eurybia
- Euselasia
- Exoplisia
- Hades
- Hallonympha
- Hamearis
- Harveyope
- Helicopis
- Hermathena
- Hyphilaria
- Hypophylla
- Imelda
- Ionotus
- Isapis
- Ithomeis
- Joiceya
- Juditha
- Lamphiotes
- Lasaia
- Laxita
- Lemonias
- Leucochimona
- Lithopsyche
- Livendula
- Lucillella
- Lycaenites
- Lyropteryx
- Machaya
- Melanis
- Menander
- Mesene
- Mesenopsis
- Mesophthalma
- Mesosemia
- Metacharis
- Methone
- Minotauros
- Minstrellus
- Monethe
- Mycastor
- Nahida
- Napaea
- Necyria
- Nirodia
- Notheme
- Nymphidium
- Ourocnemis
- Pachythone
- Panara
- Panaropsis
- Pandemos
- Paralaxita
- Paraphthonia
- Parcella
- Periplacis
- Perophthalma
- Petrocerus
- Phaenochitonia
- Pheles
- Pirascca
- Pixus
- Polycaena
- Praetaxila
- Protonymphidia
- Pseudonymphidia
- Pseudotinea
- Pterographium
- Rhetus
- Riodina
- Riodinella
- Rodinia
- Roeberella
- Saribia
- Sarota
- Seco
- Semomesia
- Setabis
- Siseme
- Stalachtis
- Stiboges
- Stichelia
- Styx
- Symmachia
- Synargis
- Syrmatia
- Taenaris
- Takashia
- Taxila
- Teratophthalma
- Themone
- Theope
- Thisbe
- Voltinia
- Xenandra
- Xynias
- Zabuella
- Zelotaea
- Zemeros

Voor alle soorten, zie de lijst van prachtvlinders.